# Doritte Nippers
Doritte (Dorothea) Nippers (morte en 1571), est une colportrice danoise accusée et exécutée pour sorcellerie.

## Biographie
Veuve avec une fille, Doritte est une colportrice à succès à Helsingör où elle est la cheffe d’un groupe de femmes d’affaires appelé « Doritte et sa bande ». Elle est impliquée dans un conflit de longue durée avec ses concurrents d’affaires masculins Per Boesen et Bent Hallandsfarer.
En 1551, elle est jugée pour ne pas avoir payé ses impôts et avoir acheté aux agriculteurs certains de leurs produits avant qu’ils ne les mettent en vente. Elle se défendit et fut acquittée de toutes les accusations. Elle menaça ensuite ses rivaux Per Boesen et Bent Hallandsfarer d’une punition divine s’ils continuaient à s’immiscer dans ses affaires et à mettre en cause ses méthodes commerciales. Au cours de ces années, la loi sur le droit des femmes à faire des affaires est renforcée au Danemark. Les femmes perdent le statut de colporteur et plusieurs lois publiées par la suite aggraveront leurs conditions, telles que l’interdiction pour les femmes à faire du commerce entre Helsingør et Helsingborg. Les conflits d’affaires bien connus de Nippers ont eu lieu contre ces changements dans la vie des entreprises danoises.
En 1571, elle est à nouveau traînée devant un tribunal pour transactions commerciales illégales. Cependant, cette fois, à l’accusation initiale s'en ajoute une de sorcellerie, Doritte étant décrite par ses rivaux comme la collègue sorcière d'une autre colporteuse, Karine Lass Munchs. Doritte Nippers nie les accusations, mais nie également avoir été impliquée dans l’affaire de 1551. Cette posture détruit sa crédibilité et contribue largement au verdict de culpabilité, le tribunal supposant que si elle mentait sur ce point, il était probable qu’elle mente également au sujet de l’accusation de sorcellerie. Karine Lass Munchs sera libérée grâce au soutien de sa famille et l'intervention de témoins hors de tout soupçons. Doritte Nippers n'aura pas cette chance et sera brûlée sur le bûcher pendant l’hiver 1571,,,,.